# 阿爾卡爾德迪亞斯
阿爾卡爾德迪亞斯（西班牙語：Alcalde Díaz），是巴拿馬的城鎮，位於該國中東部，由巴拿馬省的巴拿馬區負責管轄，面積46平方公里，2010年人口41,292，人口密度每平方公里897.7人。